# Mepis
MEPIS (pronunciació: IPA: /ˈmɛpɪs/) és una distribució de GNU/Linux, publicada en CD autònoms que es poden instal·lar al disc dur d'un ordinador. La versió més popular és SimplyMEPIS, que està basada principalment en Debian Stable. Funciona en maquinari amb CPUs AMD / intel de 32 i 64 bit. Mepis ha estat creada per Warren Woodford.
Es pot treballar en Mepis un cop instal·lada al disc dur (opció lògica i preferida) o bé directament des del CD autònom. Això permet comprovar d'antuvi el programari per omissió i la compatibilitat del maquinari. El CD autònom també es pot usar com a disc d'arrencada per al diagnòstic i la reparació de molts Sistemes Operatius. Com a entorn d'escriptori usa KDE (K Desktop Environment). La versió 8.0 duu l'entorn madur i comprovat de KDE 3.5.10, mentre que la darrera versió estable usa el nou entorn KDE 4.3. Actualment s'està treballant en la propera versió 11, basada en Debian Squeeze.
Com a distribució derivada de Debian, usa el sistema de paquets de programari APT (Advanced Packaging Tool) i, més concretament el gestor de paquets Synaptic.

## Història
MEPIS es va concebre com a alternativa a SUSE Linux, Red Hat Linux, i Mandriva Linux (anteriorment Mandrake) les quals, en opinió del seu creador Warren Woodford, resultaven difícils per a l'usuari mitjà. La primera versió oficial de Mepis va veure la llum el 10 de maig del 2003.
L'any 2006, MEPIS va fer la transició d'usar paquets Debian a utilitzar els d'Ubuntu/Kubuntu. SimplyMEPIS 6.0, publicat el juliol del 2006, va ser la primera versió de MEPIS que incorporava els paquets i font de programari d'Ubuntu.
Amb la versió 7.0 de SimplyMEPIS es va deixar d'usar els paquets binaris d'Ubuntu en favor d'una combinació dels paquets binaris basats en Debian i codi font d'Ubuntu, combinat amb el nucli de Debian Stable i paquets addicionals dels dipòsits més actuals de Debian.
Warren Woodford va alliberar el codi font de l'instal·lador i els assistents de configuració (amb llicència Apache) la tardor de 2008, de tal manera que aquests estan disponibles per a la Comunitat.
La Comunitat de MEPIS disposa d'un equip d'empaquetadors que s'ocupa de mantenir el programari al dia (Community Repository) entre les successives edicions.

## Variants
- SimplyMEPIS, la variant més popular de MEPIS, està dissenyada per a l'ús diari en ordinadors de sobretaula i portàtils. SimplyMEPIS 8.5 conté nous paquets i prestacions respecte a versions anteriors, especialment quan al reconeixement del maquinari més recent. Inclou el nucli (kernel) Linux 2.6.32 i OpenOffice.org 3.1, el navegador web Firefox (amb opció d'usar l'equivalent Iceweasel), clients de correu KMail o Thunderbird/Icedove, gestor de fotografies Digikam, reproductor  Amarok i altres aplicacions, tant de l'entorn KDE com de Gnome. És el cas de l'editor gràfic Gimp, l'editor de particions gparted o altres, juntament amb totes les aplicacions procedents de les comunitats de Debian i MEPIS. Es va publicar el 12 d'abril del 2010.[3]

- antiX, una distribució lleugera i flexible, que es pot obtenir en versió completa o bàsica (on l'usuari pot afegir el programari preferit) basada en SimplyMEPIS per a sistemes compatibles amb intel-AMD x86. A causa dels seus limitats requeriments, antiX és adequada per a ordinadors antics o poc potents. Usa els gestors de finestres IceWM (instal·lat per omissió) o Fluxbox, entre d'altres. La versió actual es va publicar el 13 d'abril de 2010.[4]

- Anteriorment s'havia publicat MEPISlite, versió que des de fa uns anys s'ha substituït pel derivat antiX abans esmentat.

Una característica pròpia de MEPIS i els seus derivats és la presència d'assistents que faciliten la instal·lació i manteniment del Sistema Operatiu amb el maquinari més reticent, especialment útil per als més novells:
- El Centre de Benvinguda (Welcome Center), per instal·lar el programari més popular, canviar l'idioma, etc.

- L'Assistent de Xarxa (Network Assistant), per a configurar i verificar xarxes convencionals o sense fils.

- L'Assistent de Sistema (System Assistant), que permet crear un "clauer USB" amb el sistema operatiu, reparar particions, etc.

- L'Assistent d'Usuaris (User Assistant), per gestionar comptes d'usuari fàcilment.

- L'Assistent Gràfic (X-Windows Assistant), per instal·lar i ajustar targetes gràfiques (incloses les que tenen controladors propietaris, com nVidia i AMD/ATI), configurar monitors, etc.

- El Gestor de Ndiswrapper (Ndiswrapper Manager) facilita la instal·lació de targetes sense fils de darrera generació amb controladors privatius.

A més d'aquestes utilitats, antiX també disposa d'utilitats en mode text i del gestor de xarxes Wicd.